# Unità tecnica di massa
L'unità tecnica di massa (simbolo: UTM o u.t.m.) è l'unità di misura della massa facente parte del sistema pratico degli ingegneri. Basandosi su un sistema che non comprende la massa tra le sue grandezze fondamentali, l'unità tecnica di massa viene definita come una forza (misurata in kgf) su un'accelerazione (misurata in m/s²), ovvero una forza per il quadrato di un tempo (in secondi) diviso una lunghezza (in metri). Una massa di 1 UTM è quindi definibile come quella di un corpo che accelera di 1 m/s² quando ad esso viene applicata una forza pari a 1 kgf. Nel Sistema Internazionale 1 UTM è pari a 9,80665 kg.
L'unità di misura viene anche indicata come par, hyl o mug (contrazione di metric slug, dove slug è l'unità di misura tecnica della massa basata sul sistema gravitazionale FPS). Sebbene "hyl" venga comunemente usato per indicare l'unità tecnica di massa, soprattutto in Germania, il suo utilizzo è fortemente sconsigliato. Questo perché il termine "hyl" può essere inteso in due modi diversi: come hyl = 9.80665 g e come hyl = 9.80665 kg (al posto del più corretto "kilohyl", comunque utilizzato per scongiurare l'ambiguità dell'unità di misura). In passato fu proposto di chiamare il kilohyl "inerta" (simbolo: i), ma il nome non entrò mai nell'uso pratico.